# Bordado de oro

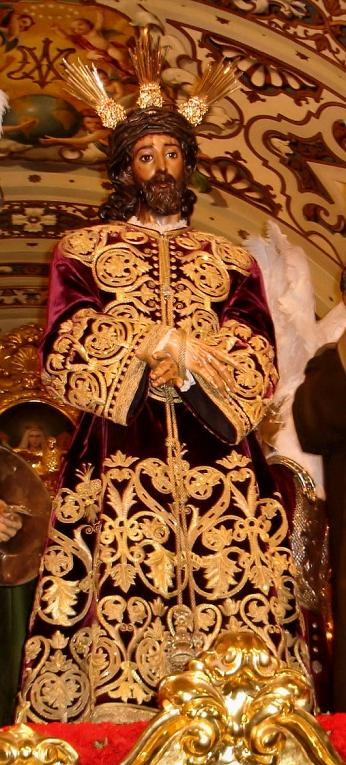
Bordado de oro del siglo XX, España.

El bordado de oro es un tipo de bordado que utiliza hebras de oro (o en menor medida, plata).
El bordado de oro se hace generalmente sobre paño, terciopelo o seda. Sobre un tafetán forrado con lienzo fuerte se dibuja el asunto. Se hilvana a la tela que se va a bordar y se cubre toda la superficie del dibujo con hilillo de oro o plata grueso, pasadas y aseguradas por las dos puntas. Para bordar de este modo hay que hacer rellenos para dar realce los cuales se hacen con cartulina amarilla de oro o con hebras de torzal del mismo color. 
El bordado puede estar matizado y en este caso se matiza con sedas de colores que, al bordar con ellas, dejan al oro más o menos descubierto. En las sombras, las puntadas de seda ocultan por completo al oro. En las medias tintas, aquel se deja ver entre el grueso de la seda de cada punto. Las degradaciones se consiguen según las hebras de oro que se dejan al descubierto y en las luces solo puede cubrir algo al oro una seda muy fina. Las carnes se hacen con seda floja en dirección contraria a la del oro con puntos enjabados muy finos. Los cabellos se imitan con puntos enjabados según la dirección de los rizos. 
En el siglo XVIII este tipo de bordado era muy común para estandartes y casullas de lujo pero se requiere gran inteligencia y mucho gasto. Se llama matizado en girarse al mismo trabajo pero en el cual para gastar menos oro se llenan los oscuros con sedas tendiendo el oro solo sobre las partes en que han de aparecer. 

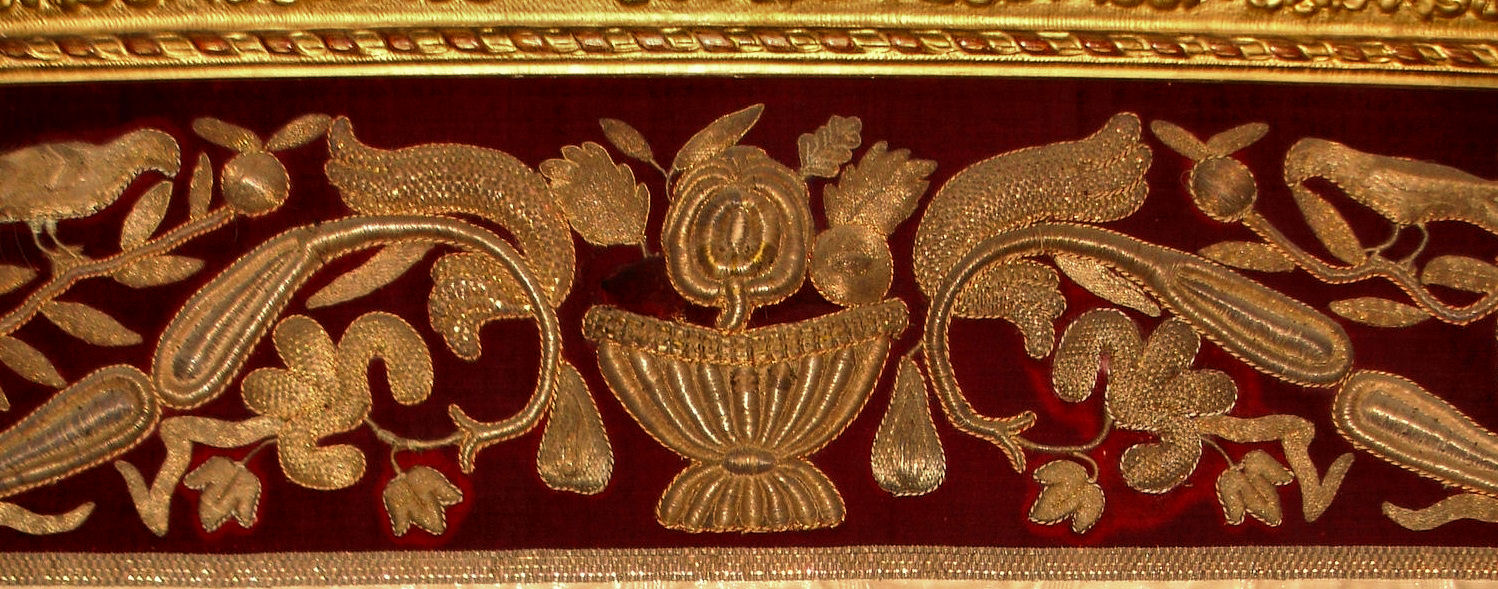
Detalle de antipendium Gante, 1660.

También en oro se borda al pasado abrazando por arriba y por abajo el ancho de la parte que se borda que no suele pasar de 12 milímetros y cuando ha de tener mayor anchura se hace por fajas unidas de las que cada una no exceda de la dimensión indicada y si ha de hacerse a dos haces deben ocultarse los nudos con las puntadas. Si en este trabajo se quiere economizar oro, en lugar de pasar la vuelta de abajo se pasa la aguja por debajo junto al punto por donde acaba de pasar afirmando el bordado sobre una aplicación de cartulina recortada. El pasado sobre terciopelo se sostiene con papel o vitela.
Otro de los bordados de oro es el llamado de setillo. El setillo es una angosta cinta de tejido de hilo de oro que se aplica en tiras inmediatas unas de otras cosidas con seda y de modo que las punturas de la seda formen dibujos que según su forma se llaman setillo de dos puntos, sabino, rombo, serpenteado, onda sencilla o doble, empedrado, muescas, a cuadritos, dado sencillo o doble, muqueta y palos quebrados, cuyos puntos pueden sombrearse con sedas. A todo bordado hecho con hilillo de oro que imite al anterior se le llama bordado al setillo, aun cuando el setillo no exista.
El bordado en oro más barato es el llamado a canutillo (ver artículo principal bordado a canutillo).